# 新謝利察區

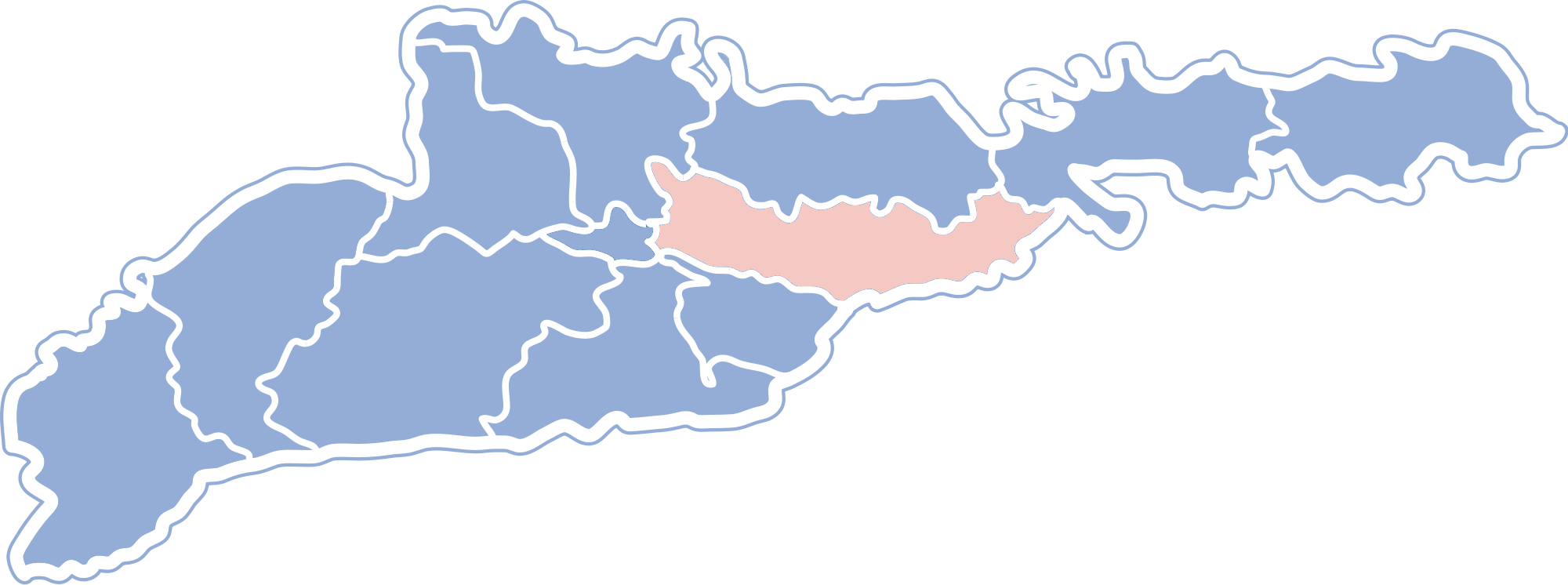
新謝利察區在切爾諾夫策州

新謝利察區（烏克蘭語：Новоселицький район）是位於烏克蘭西南部切爾諾夫策州的舊區，行政中心为新謝利察，並於2020年被撤銷。該區面積738平方公里，2015年人口78,600，人口密度每平方公里106.5人。